# Everlong
«Everlong» (с англ. — «Целую вечность») — песня американской группы Foo Fighters из альбома The Colour and the Shape. Автором песни является вокалист и гитарист Дэйв Грол, а спродюсировал Гил Нортон. Песня достигла третьего места в чарте Billboard Alternative Airplay, и в ряде других хит-парадов. Композиция была поставлена на 409-е место в списке «500 величайших песен всех времён» журнала Rolling Stone в 2021 году.
«Everlong» стала последней песней, которую бывший барабанщик Тейлор Хокинс исполнял на концерте перед своей смертью в марте 2022 года. После его смерти количество прослушиваний песни увеличилось, она вошла в чарт Billboard Global 200 и попала на 123-е место, что стало первым появлением группы в этом чарте.

## История создания
После успеха дебютного одноименного альбома, Foo Fighters приступили к записи второго альбома конце 1996 года. Вокалист и гитарист Дэйв Грол работал в студии Bear Creek Studios в Вудинвилле, штат Вашингтон, записывая музыку для будущего альбома. Играя на гитаре во время перерыва между дублями песни «Monkey Wrench» (которая была написана в строе Drop D), он наткнулся на рифф с названием «Sonic Youth Rip Off» группы Sonic Youth, который, по мнению Грола, был похож на одну из песен этой группы, «Schizophrenia». Ему понравился рифф, и он решил превратить его в песню. Группа джемовала над тем, что вскоре стало куплетом, но к концу этих сессий песня не продвинулась дальше черновых набросков. Тем временем Грол испытывал непростые времена. После развода со своей женой Дженнифер Янгблад, он остался без жилья и отношения между членами группы были далеко от идеальных. Вскоре чтоб отвлечься от творческого напряжения и личных проблем, Грол вернулся на Рождество в родную Вирджинию и находясь в доме друга, лежа в спальном мешке на полу, он написал «Everlong» за 45 минут.

Лирика была вдохновлена начавшимся после развода романом с Луизой Пост из группы Veruca Salt. В интервью изданию Kerrаng! Грол сказал: 
Эта песня о девушке, в которую я влюбился, и по сути это песня о том, что ты связан с кем-то настолько сильно, что вы любите не только физически и духовно, но прекрасно гармонируете даже, когда вы поете вместе .
 Вскоре во время посещения студии друга в близлежащем Вашингтоне, округ Колумбия, он записал демоверсию песни, играя на всех инструментах самостоятельно, которую он описывает как то же самое, что и версию, представленную в альбоме The Colour and The Shape, но «супер сырую».
Грол вернулся на западное побережье, чтобы продолжить работу над альбомом, встретился с продюсером Гилом Нортоном в Grandmaster Recorders в Голливуде, чтобы показать ему песню, которую Нортон одобрил. Вскоре после этого к ним присоединилась остальная часть группы, и они приступили к записи песни. Вступление соло-гитары было записано через микрофон Astatic JT40, который выдавал «тусклые» записи с «отсутствием четкости». Грол хотел, чтобы его возлюбленная Пост исполнила вокальные партии, но поскольку она в то время была в Чикаго, её партии в песне («ду-ду-ду» вместе с риффом ведущей гитары и гармонизация в припеве) были записаны через две разные телефонные линии в студии: одна была подключена как монитор, другая — для записи, а Грол записал свои гармонии в припеве через JT40, обеспечив вокал на том же уровне достоверности, что и у Пост.
«Папа брал выходной по воскресеньям / И это единственное время, когда он мог отдохнуть / Так как мы [с братом] были шумными по воскресеньям / Он заставлял нас держать его строительные ботинки над головой, пока он не заснет / И это были очень тяжелые ботинки / И я говорил «Папа, да ладно тебе!» / И казалось, что начинал плакать, потому что они слишком тяжелые».
Специально для брейкдауна Грол произносит три небольших текста: в одной из них пересказывается история из детства, рассказанную помощником инженера Райаном Боэшем, о том, как его с братом наказали за то, что они мешали спать отцу, во втором тексте было представлено любовное послание, а в третьем инструкция технического руководства. В конечном итоге все три текста были смешаны вместе в финальном миксе.

## Выпуск
Песня была выпущена  18 августа 1997 году во втором студийном альбоме The Colour and the Shape, в качестве второго сингла.
«Everlong» считается одной из лучших песен Foo Fighters. В 2020 году издание Kerrang! поставил песню на 1-е место в списке 20 величайших песен Foo Fighters, а в 2021 году журнал American Songwriter поставил «Everlong» на 2-е место в списке 10 величайших песен группы.

## Музыкальное видео

Кадр из клипа «Everlong». Дэйв Грол предстал в образе басиста Sex Pistols Сида Вишеса, а Тейлор Хокинс — его подруги Нэнси Спанджен.

Сюрреалистическое и сатирическое видео на песню было снято режиссёром Мишелем Гондри впоследствии ставшим известным по картине «Вечное сияние чистого разума». Продолжительность видео превышает продолжительность оригинальной версии песни; эта версия используется только для видео. Хотя Тейлор Хокинс появляется в клипе в качестве барабанщика, на самом деле в оригинальной записи альбома на барабанах играет Дэйв Грол, поскольку Хокинс ещё тогда не присоединился к группе. Музыкальное видео отчасти является пародией на фильм «Зловещие мертвецы».
Клип начинается с чёрно-белого кадра, на котором изображены зловещие фигуры сыгранные гитаристом Смиром и басистом Менделем (одетые как тедди-бои), скрывающимися возле загородного дома, где живёт семейная пара Грола и Хокинса (играющий его жену). Далее видео переходит к сну Грола, где он находится на вечеринке в образе Сида Вишеса и который видит как к персонажу Хокинса (в роли Нэнси Спанджен) пристают Смир и Мендел. Затем видео переходит в сон Хокинса, в котором его персонаж сидит в хижине и читает книгу, как вдруг из-под половицы вылезает чья-та рука, что является отсылкой к «Зловещим мертвецам». Видео снова переходит в сон Грола, в котором его рука увеличивается в размерах и начинает ею атаковать Смира и Менделя, после чего они исчезают и пробуждаются во сне Хокинса. Также Грол во сне пытается поднять гигантскую телефонную трубку и просыпается от телефонного звонка. Тем временем в своём сне Хокинс пытается отбиться от злодеев, в то время как  Грол собирает дрова. Затем Хокинс пытается позвонить по телефону Гролу, и тот просыпается от звонка. Грол понимает бедственное положение Хокинса и безуспешно пытается разбудить. Грол снова засыпает, чтобы попасть в сон Хокинса и оказывается в окружении девушек. Далее следует плавный переход уже в сон Хокинса, где Грол, до этого лежащий на кровати с девушками, оказывается в лесу, а вместо ног девушек — дрова. Затем Грол используя вновь гигантскую руку, спасает Хокинса и в итоге сбрасывает злодеев в озеро. Видео возвращает в реальную жизнь, чтобы показать, что Мендел и Смир находятся в доме. Видео принимает неожиданный оборот, когда из головы персонажей вылезают уже настоящие Мендел и Смир. Грол и Хокинс просыпаются, и группа заканчивает видео, доиграв песню до конца.
Майк Рэмптон из издания Kerrang!  считает, что «видеоклип на песню «Everlong» группы Foo Fighters — это лучшее из когда-либо снятых клипов. Это идеальное сочетание дальновидного режиссёра, группы, готовой на всё, действительно прекрасной песни и барабанщика, который выглядит впечатляюще в переодевании. Преступно обойденная наградами, она является одновременно и любимицей фанатов, и настоящим шедевром, почти пять минут действительно безрассудной гениальности».
Клип на песню «Everlong» был номинирован на премию «MTV Video Music Awards 1998 года в категории Лучшее рок-видео», но проиграл клипу «Pink» группы Aerosmith.

## Концертные исполнения
Концертная версия, снятая в Гайд-парке 17 июня 2006 года, была выпущена Hyde Park на DVD.
Концертная версия Live at Wembley Stadium появилась на DVD, который был выпущен в 2008 году.
Хотя песня обычно исполняется с электрогитарой, сольная акустическая вариация вокалиста/гитариста Дэйва Грола приобрела популярность после импровизированного исполнения на радиошоу Говарда Стерна в 1998 году. С тех пор группа играет песню на концертах в акустическом варианте. Одним из лучших акустических воспроизведений является исполнение «Everlong» в концертном альбоме Skin and Bones 2006 года выпущенный на CD и DVD. Акустическая версия песни также была выпущена в сборнике Greatest Hits 2009 году.
Одиннадцатилетний музыкант из города Ипсуич, Великобритания, Нанди Бушелл присоединилась к группе Foo Fighters на сцене, чтобы исполнить песню во время их концерта на арене Форум в Лос-Анджелесе 26 августа 2021 года. Бушелл стала звездой YouTube отчасти благодаря своему онлайн вызову Гролу и его реакцией в 2020 году, которые собрали миллионы просмотров, прежде чем Грол «уступил» Бушелл. Из-за пандемии COVID-19 Бушелл не смогла встретиться с Гролом раньше, но он пообещал ей присоединиться к Foo Fighters во время выступления. Во время совместного выступления толпа скандировала «Нанди! Нанди!», когда она подошла к взволнованной публике и вскинула руки вверх рядом с Гролом. «Everlong» обрёл новую популярность в результате их выступления и появился в нескольких чартах Billboard, которые не существовали, когда песня была впервые выпущена.

## Награды
| Год  | СМИ           | Заголовок                                    | Позиция | Ссылка |
| ---- | ------------- | -------------------------------------------- | ------- | ------ |
| 1999 | Kerrang!      | 100 величайших рок-треков всех времен        | 45      | [ 33 ] |
| 2009 | VH1           | 100 величайших хард-рок песен                | 28      | [ 34 ] |
| 2009 | Triple J      | 100 самых хитовых треков всех времен         | 9       | [ 35 ] |
| 2011 | NME           | 150 лучших треков за последние 15 лет        | 48      | [ 36 ] |
| 2013 | Triple J      | 100 самых хитовых треков за последние 20 лет | 6       | [ 37 ] |
| 2013 | Rolling Stone | Опрос читателей о лучших песнях Foo Fighters | 1       | [ 38 ] |
| 2014 | Triple M      | 500 современных рок-песен                    | 1       | [ 39 ] |
| 2019 | The Guardian  | Знаковые песни Дэйва Грола                   | *       | [ 40 ] |
| 2021 | Rolling Stone | «500 величайших песен всех времён»           | 409     | [ 41 ] |

(*) обозначает не пронумерованные списки

## Использование в СМИ
«Everlong» была включена в видеоигры Rock Band 2, Rock Band Unplugged, Guitar Hero World Tour (с возможностью экспорта в другие игры) и Rocksmith 2014. Она также включена в Rock Band для iOS.
Аранжировка песни струнным квартетом было использовано в эпизоде сериала «Друзья» «Эпизод со свадьбой Моники и Чендлера».
В эпизоде «Дарья» «Отверженные Лейны», когда Дарья наблюдает из окна, как Трент и Моник уходят.
Оригинальная версия песни была использована в фильме Мартина Скорсезе «Волк с Уолл-стрит» 2013 года.
Акустическая версия песни также использовалась в фильме «Никки, дьявол-младший», когда Ники поднимается на крышу многоквартирного дома своей девушки.
Комик и ведущий ток-шоу «Позднего шоу с Дэвидом Леттерманом» назвал «Everlong» своей любимой песней, ссылаясь на то, что она помогла ему восстановиться после операции на сердце в 2000 году. Foo Fighters были приглашены для музыкального номера в эпизод «Позднего шоу с Дэвидом Леттерманом» от 21 февраля 2000 года и выступили первыми с песней  «Everlong» после его операции. Грол заявил, что он был «потрясен», когда узнал, что Леттерман является поклонником их музыки. Группа пошла на то, что приостановила тур по Южной Америке, чтобы выступить у него на шоу, объяснив это тем что: «Мы просто чувствовали, что должны быть там. Это была не только большая честь, что нас попросили, но и то, что мы должны были это сделать, потому что он всегда так много значил для нас. И это положило начало той связи, которую мы поддерживаем уже много лет. Это чертовски круто, понимаете?». 20 мая 2015 года группа вернулась, чтобы снова исполнить «Everlong», в ночь последнего эпизода шоу Леттермана. Шестиминутное выступление сопровождалось монтажом кадров, охватывающих всю карьеру Леттермана.

## Список композиций и форматы выпуска
| Британский компакт-диск CD1 (синяя обложка) 1. «Everlong» (Грол)— 4:10 2. «Drive Me Wild» (кавер группы Vanity 6) — 3:22 3. «See You» (Live) — 2:29 Британский компакт-диск (CD2) (серая обложка) 1. «Everlong» (Грол) — 4:10 2. «Requiem» (кавер Killing Joke) — 3:33 3. «I’ll Stick Around» (Live) — 4:09 Австралийский компакт-диск (австралийский лимитированное издание макси-одиночный диджипак с бонусным плакатом и нидерландский слимбокс CD-сингла) 1. «Everlongt» (Грол) — 4:10 2. «Down In The Park» (кавер Гэри Ньюмана) — 3:43 3. «See You» (Acoustic) — 3:03 Нидерландский конверт для карт CD-сингл(CD) 1. «Everlong»(Грол) — 4:10 2. «Down In The Park» (кавер Гэри Ньюмана) — 3:43 | Промо; компакт-диск(CD) (черная обложка) 1. «Everlong» (Грол)— 4:10 Британский 7-дюймовый винил (синяя обложка) 1. «Everlong» (Грол)— 4:10 2. «Drive Me Wild» (кавер группы Vanity 6) — 3:22 |

## Участники записи
- Дэйв Грол — гитара, вокал, бас-гитара, ударные
- Пэт Смир — гитара
- Нейт Мендел — бас-гитара
- Луиза Пост — бэк-вокал (не указана в титрах)

## Чарты и сертификация
| Чарт (1997)                                      | Высшая позиция |
| ------------------------------------------------ | -------------- |
| Австралия (ARIA)                                 | 45             |
| Австралия (Alternative Singles, ARIA)            | 13             |
| Канада (RPM Rock/Alternative)                    | 3              |
| Европа (European Hot 100 Singles, Music & Media) | 36             |
| Новая Зеландия (Recorded Music NZ)               | 34             |
| Шотландия (OCC Scotland)                         | 13             |
| Великобритания (OCC UK Singles)                  | 18             |
| Великобритания (OCC UK Rock & Metal)             | 2              |
| США (Billboard Radio Songs)                      | 42             |
| США (Billboard Alternative Airplay)              | 3              |
| США (Billboard Mainstream Rock)                  | 4              |

| Чарт (2015)                         | Высшая позиция |
| ----------------------------------- | -------------- |
| Ирландия (IRMA)                     | 79             |
| США (Rock Digital Songs, Billboard) | 17             |

| Чарт (2021)                                  | Высшая позиция |
| -------------------------------------------- | -------------- |
| США (Billboard Hot Rock & Alternative Songs) | 18             |

| Чарт (2022)                                   | Высшая позиция |
| --------------------------------------------- | -------------- |
| Австралия (ARIA)                              | 28             |
| Мир (Billboard Global 200)                    | 123            |
| Ирландия (IRMA)                               | 70             |
| Новая Зеландия (Recorded Music NZ)            | 31             |
| Португалия (AFP)                              | 163            |
| США (Hot Rock & Alternative Songs, Billboard) | 11             |

## Сертификация
| Страна | Статус        | Тираж      |
| --- | ------------- | ---------- |
| Дания | Золотой       | 45,000^    |
| Италия | Платиновый    | 50,000©    |
| Мексика | 2× Платиновый | 120,000^   |
| Новая Зеландия | 3× Платиновый | 5,000*     |
| Великобритания | Платиновый    | 600,000©   |
| США | 2× Платиновый | 2,000,000© |
| ^ означает данные о партиях, основанные на сертификации * означает данные о продажах, основанные на сертификации © означает продажи и стримминговые данные, основанные на сертификации |               |            |